# Jean-Pierre Bonnant
Pour les articles homonymes, voir Bonnant.
Jean-Pierre Bonnant (1731-1805) est un imprimeur suisse.

## Biographie
Né le 5 septembre 1731 à Genève, Jean-Pierre Bonnant est le fils de Josué Bonnant (1703-1766), ouvrier imprimeur.
Jean-Pierre Bonnant est associé avec Étienne Blanc de 1765 à 1770, puis il reprend l’imprimerie à son compte. Il travaille pour Isaac Bardin. En 1783, il ouvre une librairie. Il imprime notamment la Feuille d'avis (1782-1795) et le Journal de Genève (1787-1794). Il édite principalement des manuels, des ouvrages de piété, des feuilles périodiques. En 1780, il participe à l'impression de l’Histoire des deux Indes de Guillaume-Thomas Raynal, censurée en France ; il livre aussi plusieurs écrits de Voltaire, et les Lettres de Lausanne d'Isabelle de Charrière. 
Membre de la Société des arts de Genève, il met ses presses « au service de la cause des natifs ».
Jean-Pierre Bonnant épouse Jeanne Tissot en 1762, d’où quatre enfants dont seul l’aîné atteindra 19 ans. 
Il meurt le 3 janvier 1805 dans sa ville natale.

## Imprimerie Bonnant
Jean-Pierre Bonnant travaillait avec son frère Antoine Albert (1745-1802). Après les décès des deux frères, c'est une hoirie constituée des enfants d’Antoine Albert qui reprend l’imprimerie : Julie, qui épouse Guillaume Fick en 1805, et Pierre Antoine (1798-1845). Ce dernier reprend seul l’entreprise à sa majorité, en 1820. Après son décès en 1845, c’est sa femme Anne Antoinette Clopat (1803-1870) qui reprend la direction, avec leurs deux fils aînés à l’imprimerie, Christophe Bonnant et Louis Bonnant. En 1864, l’imprimerie passe dans les mains de ces deux fils. Ils transmettront l’entreprise en 1884 à deux de leurs employés, Urs Joseph Wyss et Gustave Duchêne, qui eux-mêmes la vendront à J.F. Klein qui la dirigera jusqu’à sa fermeture en 1961.
L’imprimerie est située au 7, rue Verdaine à Genève jusqu’à la démolition en 1931 de plusieurs anciens bâtiments dans ce quartier tout proche du collège Calvin. L’Armée du salut y construit un important bâtiment. L’imprimerie dirigée par J.F. Klein se trouve à la Grand’rue 15 de 1931 à 1961.